# Marta Bühler
Margit Marta Bühler, coniugata Tschikof (Triesenberg, 6 febbraio 1951), è un'ex sciatrice alpina liechtensteinese.

## Biografia
Sciatrice polivalente, Marta Bühler debuttò in campo internazionale in occasione del 4º trofeo Zlata lisica, il 20 gennaio 1968 a Maribor in slalom gigante (52ª); ai successivi X Giochi olimpici invernali di Grenoble 1968, suo esordio olimpico, dopo esser stata portabandiera del Liechtenstein durante la cerimonia di apertura si classificò 38ª nella discesa libera, 33ª nello slalom gigante, 28ª nello slalom speciale e 19ª nella combinata, disputata in sede olimpica ma valida solo ai fini dei Mondiali 1968.
In Coppa del Mondo esordì il 9 marzo 1968 ad Abetone in discesa libera classificandosi 10ª e tale risultato sarebbe rimasto il migliore della Bühler nel massimo circuito internazionale; due anni dopo ai Mondiali di Val Gardena 1970 fu 25ª nella discesa libera e non completò lo slalom gigante e lo slalom speciale. Prese per l'ultima volta il via in Coppa del Mondo il 18 gennaio 1972 a Grindelwald in discesa libera (34ª) e ai successivi XI Giochi olimpici invernali di Sapporo 1972, suo congedo agonistico, si classificò 10ª nella discesa libera, 10ª nello slalom gigante, 18ª nello slalom speciale e 9ª nella combinata, disputata in sede olimpica ma valida solo ai fini dei Mondiali 1972.

## Palmarès

### Coppa del Mondo
- Miglior piazzamento in classifica generale: 55ª nel 1968